# Keikyū
Die Keihin Kyūkō Dentetsu (jap. 京浜急行電鉄株式会社, Keihin kyūkō dentetsu kabushiki-gaisha, engl. Keikyu Corporation), allgemein unter der Kurzform Keikyū (京急) bekannt, ist eine japanische Bahngesellschaft mit Sitz in Yokohama. Sie ist das Kernunternehmen der aus über 50 Unternehmen bestehenden Keikyū Group, ihre Aktien werden an der Tokioter Börse gehandelt. Das in den Präfekturen Tokio und Kanagawa liegende Keikyū-Streckennetz umfasst die Hauptlinie von Tokio über Yokohama zur Miura-Halbinsel sowie vier davon abzweigende Nebenstrecken (unter anderem zum Flughafen Tokio-Haneda).

## Streckennetz

Streckennetz

Die Keikyū betreibt ein 87,0 Kilometer langes Eisenbahnnetz im Südwesten des Großraums Tokio. Es besteht aus fünf Linien:
| Name der Linie        | Strecke                                     | Länge   | Bahnhöfe | Eröffnung |
| --------------------- | ------------------------------------------- | ------- | -------- | --------- |
| Keikyū-Hauptlinie     | Sengakuji – Shinagawa – Yokohama – Uraga    | 56,7 km | 50       | 1901      |
| Keikyū Daishi-Linie   | Keikyū Kawasaki – Kojimashinden             | 04,5 km | 07       | 1899      |
| Keikyū-Flughafenlinie | Keikyū Kamata – Haneda Airport Terminal 1·2 | 06,5 km | 07       | 1902      |
| Keikyū Kurihama-Linie | Horinouchi – Misakiguchi                    | 13,4 km | 09       | 1942      |
| Keikyū Zushi-Linie    | Kanazawa-hakkei – Zushi-Hayama              | 05,9 km | 04       | 1930      |

Nicht mehr in Betrieb sind:
- Ōmori-Zweigstrecke: von Ōmorikaigan nach Ōmori-teishaba-mae (0,7 km)
- Daishi-Linie: von Kojimashinden nach Sakuramoto (3,5 km)
- Flughafenlinie: von Anamori-inari nach Anamori (1,3 km)

Eine Besonderheit des Keikyū-Streckennetzes ist die Spurweite, die durchwegs 1435 mm beträgt. Sie entspricht damit der europäischen Normalspur, die in Japan – abgesehen von den Shinkansen-Schnellfahrstrecken – sehr selten ist (der übliche Standard ist die Kapspur von 1067 mm). Die breitere Spurweite ermöglicht eine Höchstgeschwindigkeit von 120 km/h, die somit zu den höchsten im Tokioter Ballungsraum gehört.

## Betrieb

Übersicht des Zugangebots von Keikyū

Auf dem Keikyū-Streckennetz verkehren Züge in einem dichten Takt. Das Angebot ist so konzipiert, dass es auf der Keikyū-Hauptlinie von Tokio her umsteigefreie Verbindungen zu fast allen Nebenstrecken gibt (einzige Ausnahme ist die Keikyū Daishi-Linie). Von besonderer Bedeutung sind die Schnellzüge, die Tokio und Yokohama mit dem Flughafen Haneda verbinden. Nördlicher Ausgangspunkt der Lokalzüge ist in fast allen Fällen der Shinagawa. Eil- und Schnellzüge hingegen werden im nachfolgenden Bahnhof Sengakuji überwiegend zur Asakusa-Linie der U-Bahn Tokio durchgebunden. Sie verkehren anschließend nach Oshiage oder weiter auf dem Streckennetz der Keisei Dentetsu zum Flughafen Narita oder nach Shibayama-Chiyoda.

## Rollmaterial

### Züge im Einsatz
- Keikyū-Baureihe 600 (seit 1994)
- Keikyū-Baureihe N1000 (seit 2002)
- Keikyū-Baureihe 1500 (seit 1985)
- Keikyū-Baureihe 2100 (seit 1998)

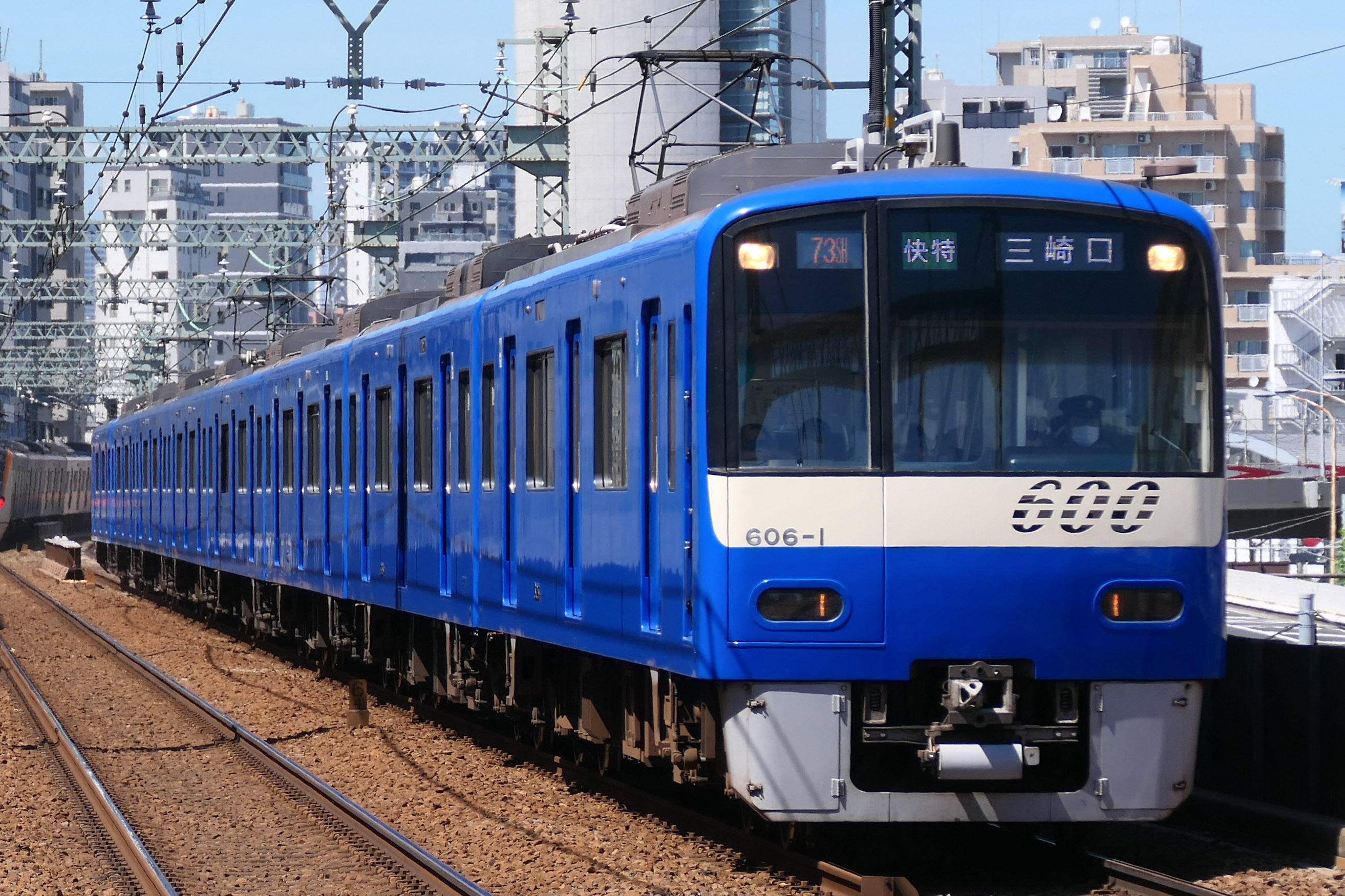
Baureihe 600
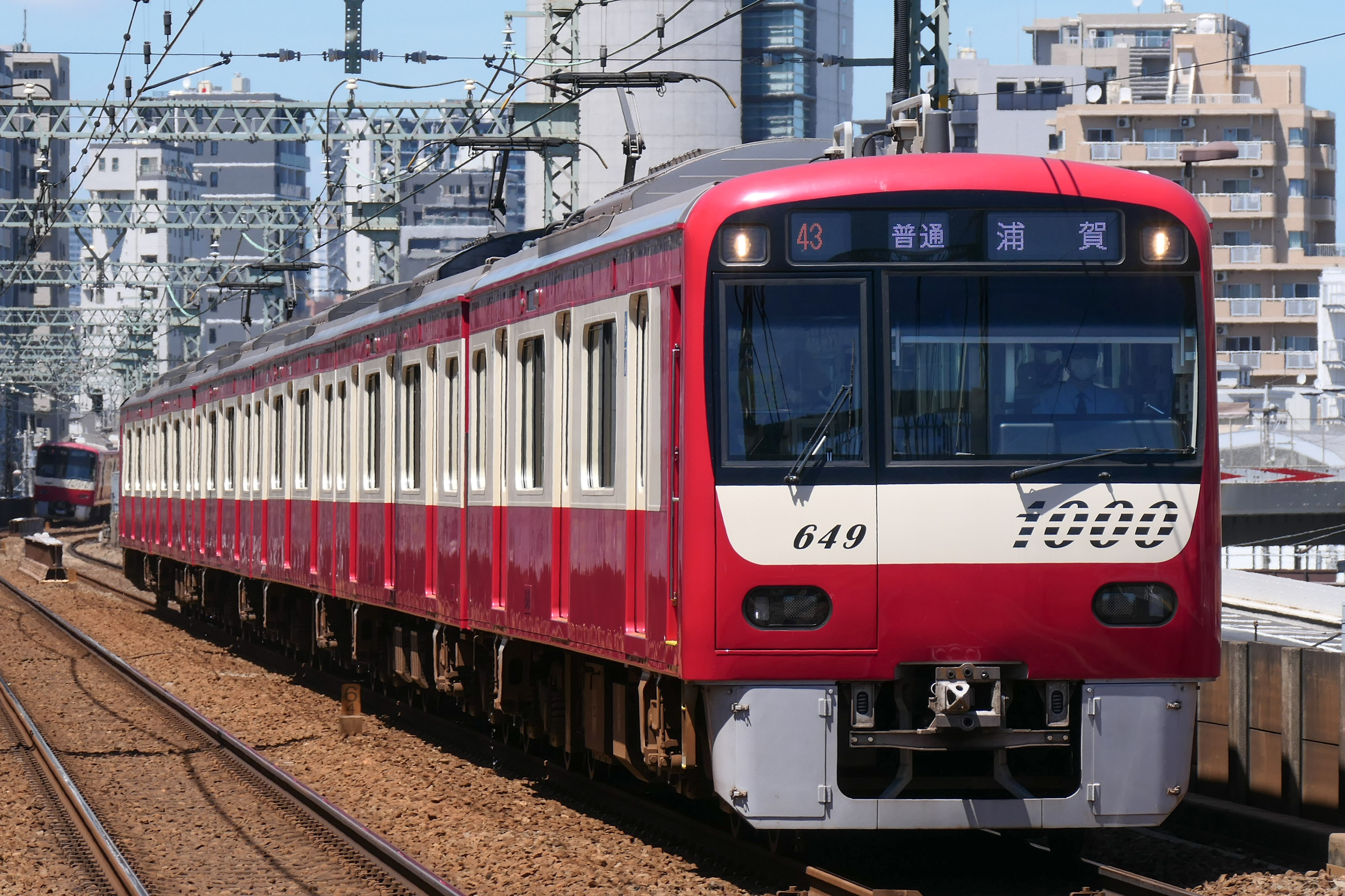
Baureihe N1000
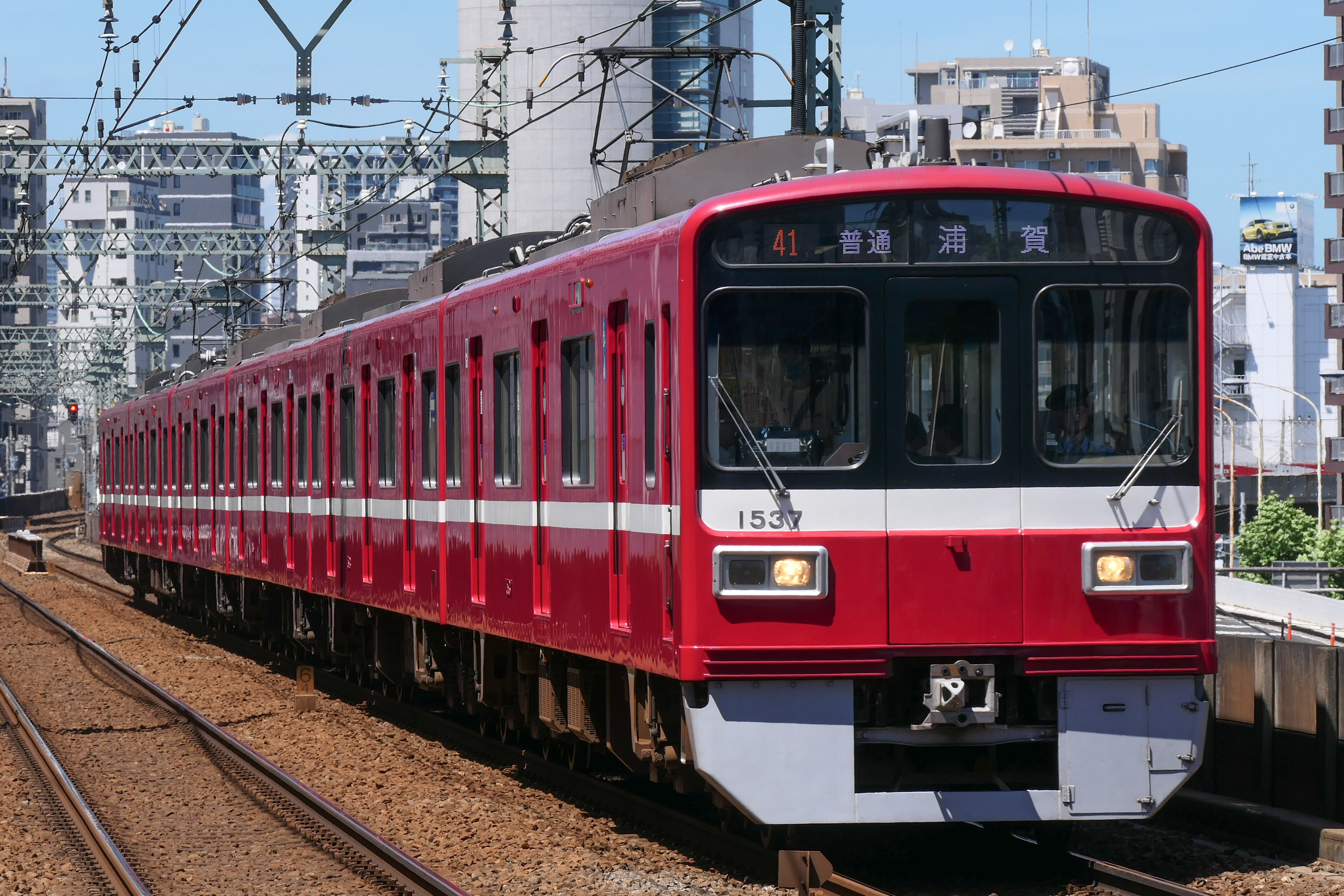
Baureihe 1500
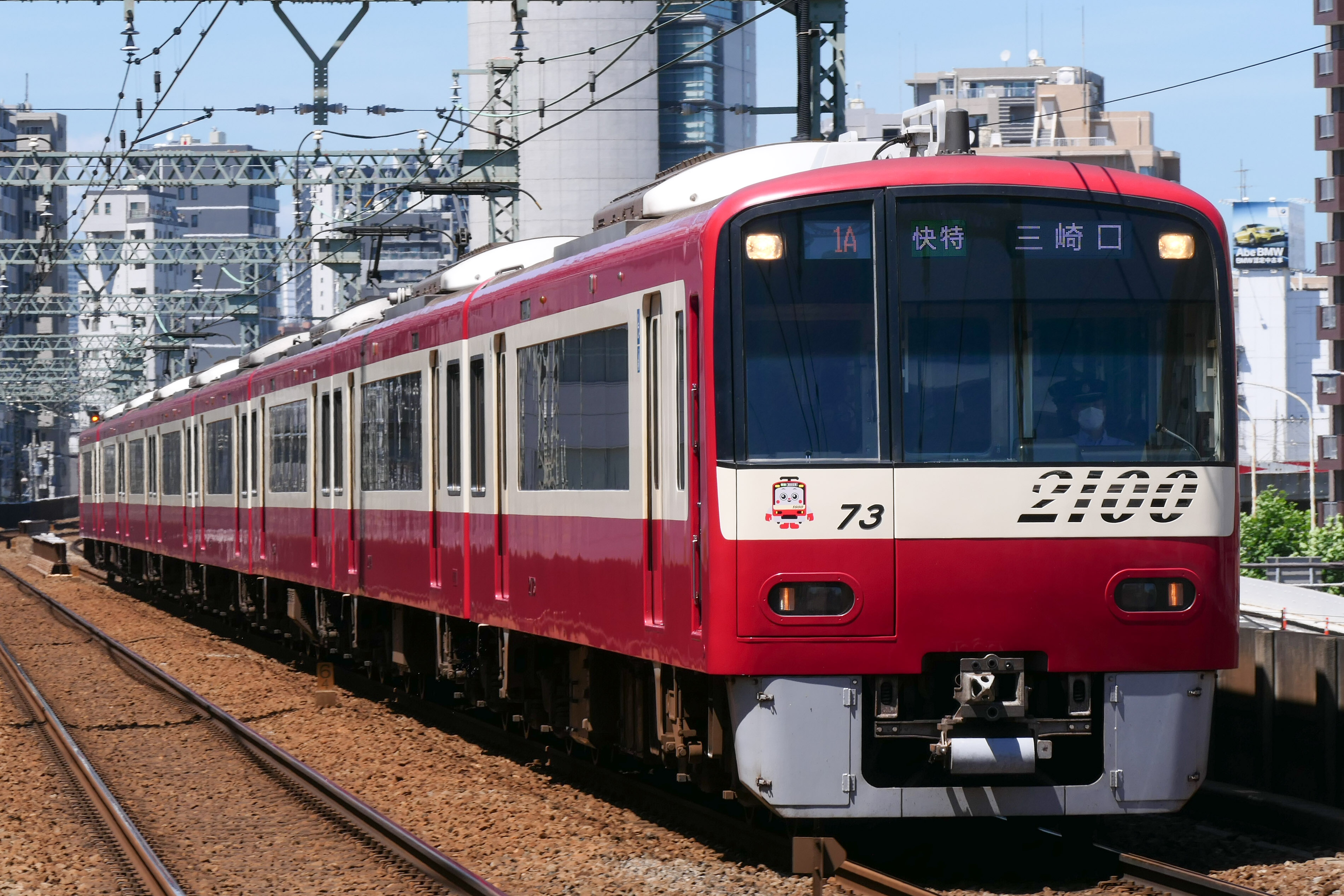
Baureihe 2100

### Ehemals eingesetzte Züge
- Keikyū-Baureihe 110 (ab 1904)
- Keikyū-Baureihe 120 (ab 1922)
- Keikyū-Baureihe 140 (ab 1924)
- Keikyū-Baureihe 230 (ab 1930)
- Keikyū-Baureihe 400 (ab 1965)
- Keikyū-Baureihe 500 (von 1951 bis 1986)
- Keikyū-Baureihe 700 (von 1956 bis 1986; 1966 in Baureihe 600 umbenannt)
- Keikyū-Baureihe 700 (II) (von 1967 bis 2005)
- Keikyū-Baureihe 800 (von 1978 bis 2019)
- Keikyū-Baureihe 1000 (von 1959 bis 2010)
- Keikyū-Baureihe 2000 (von 1982 bis 2018)

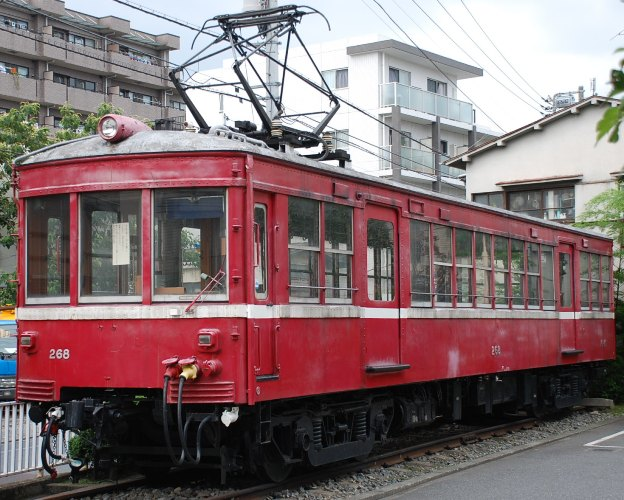
Baureihe 230
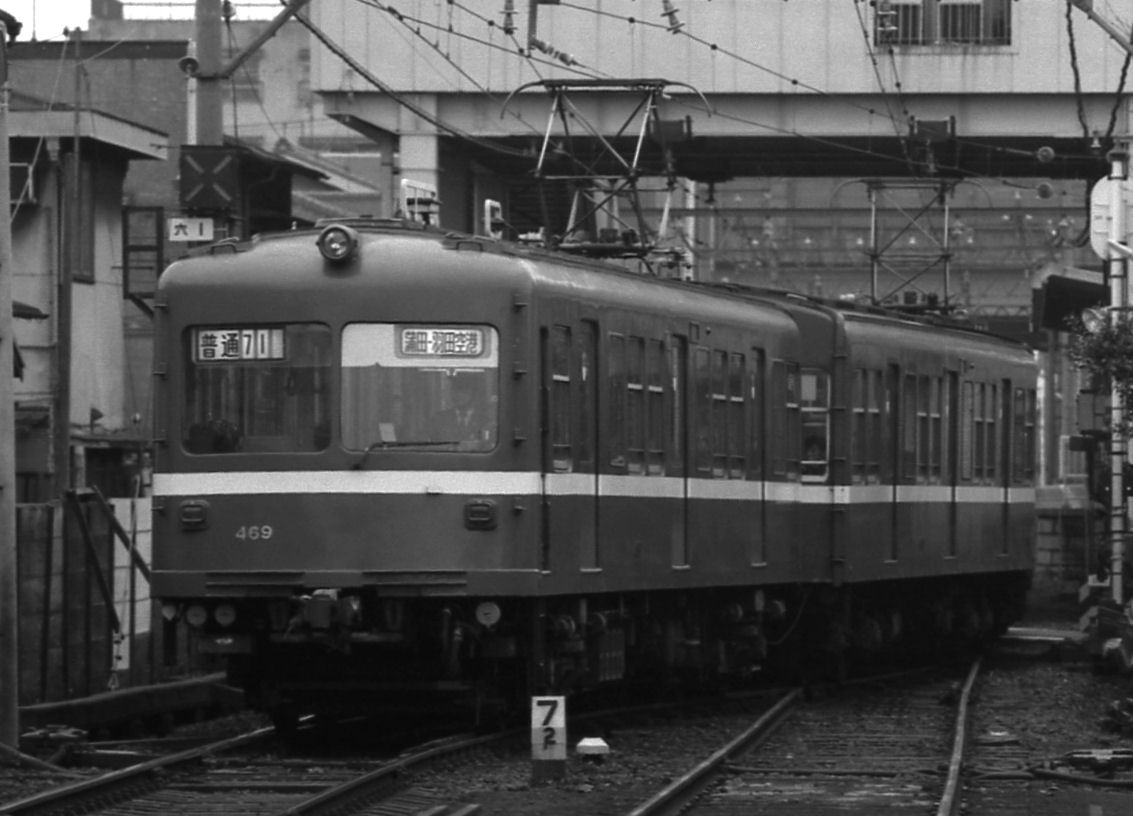
Baureihe 400
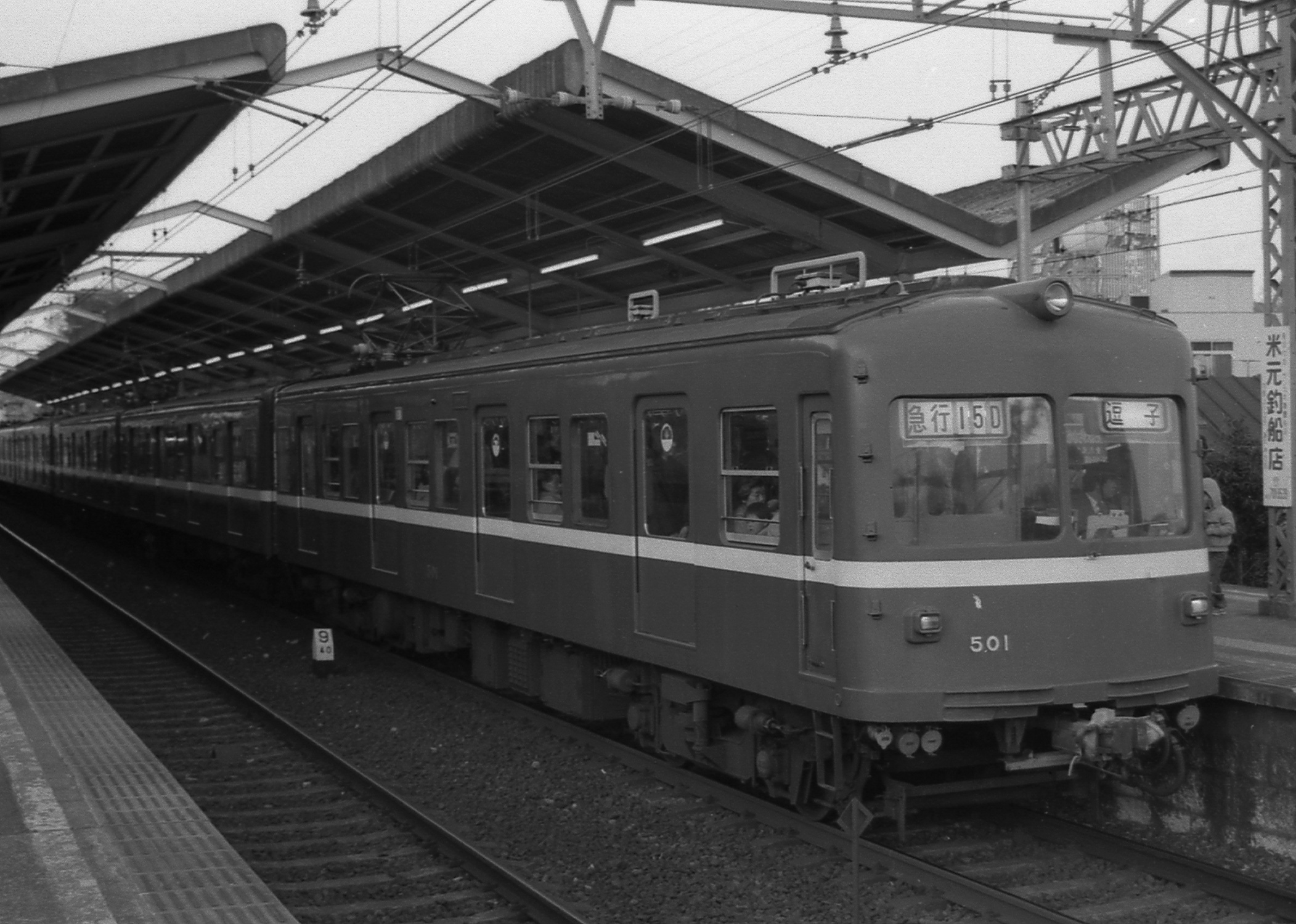
Baureihe 500
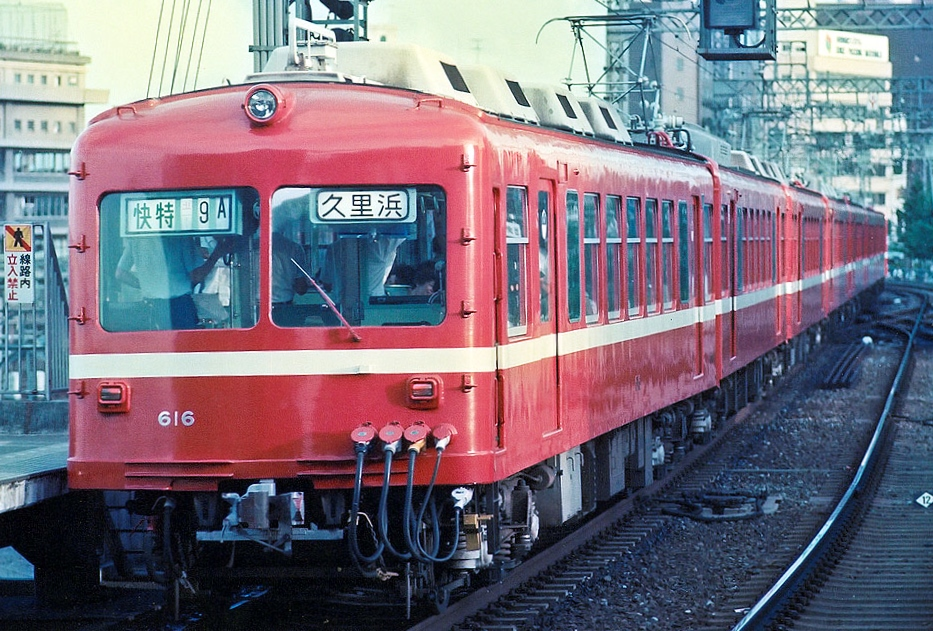
Baureihe 600
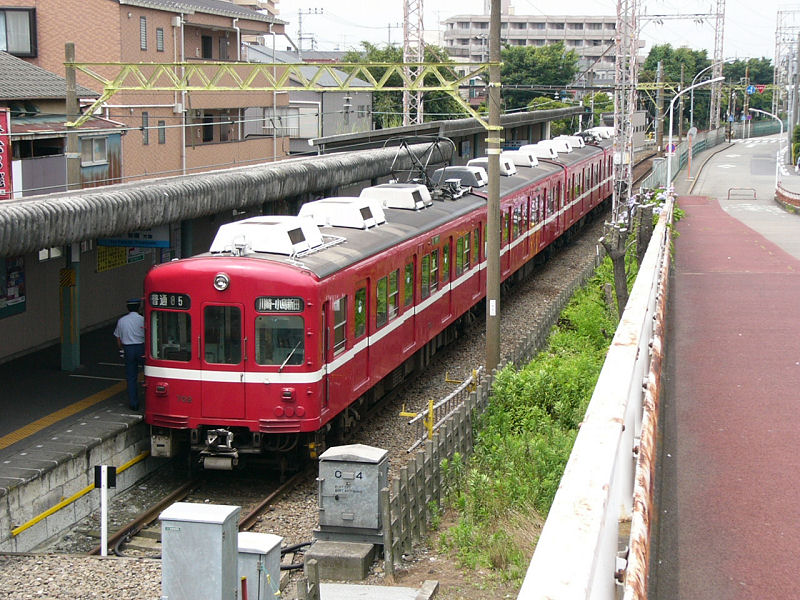
Baureihe 700
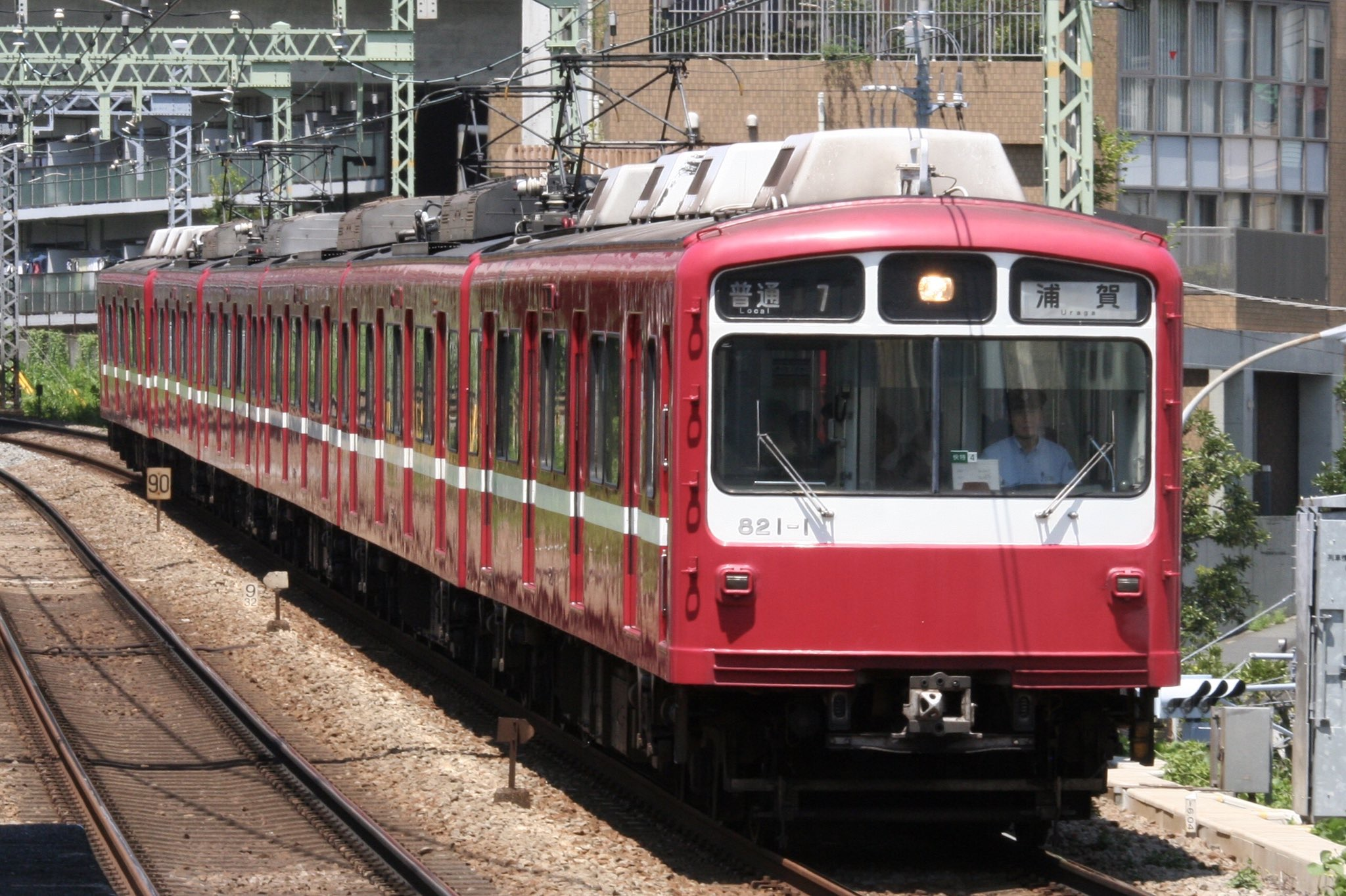
Baureihe 800
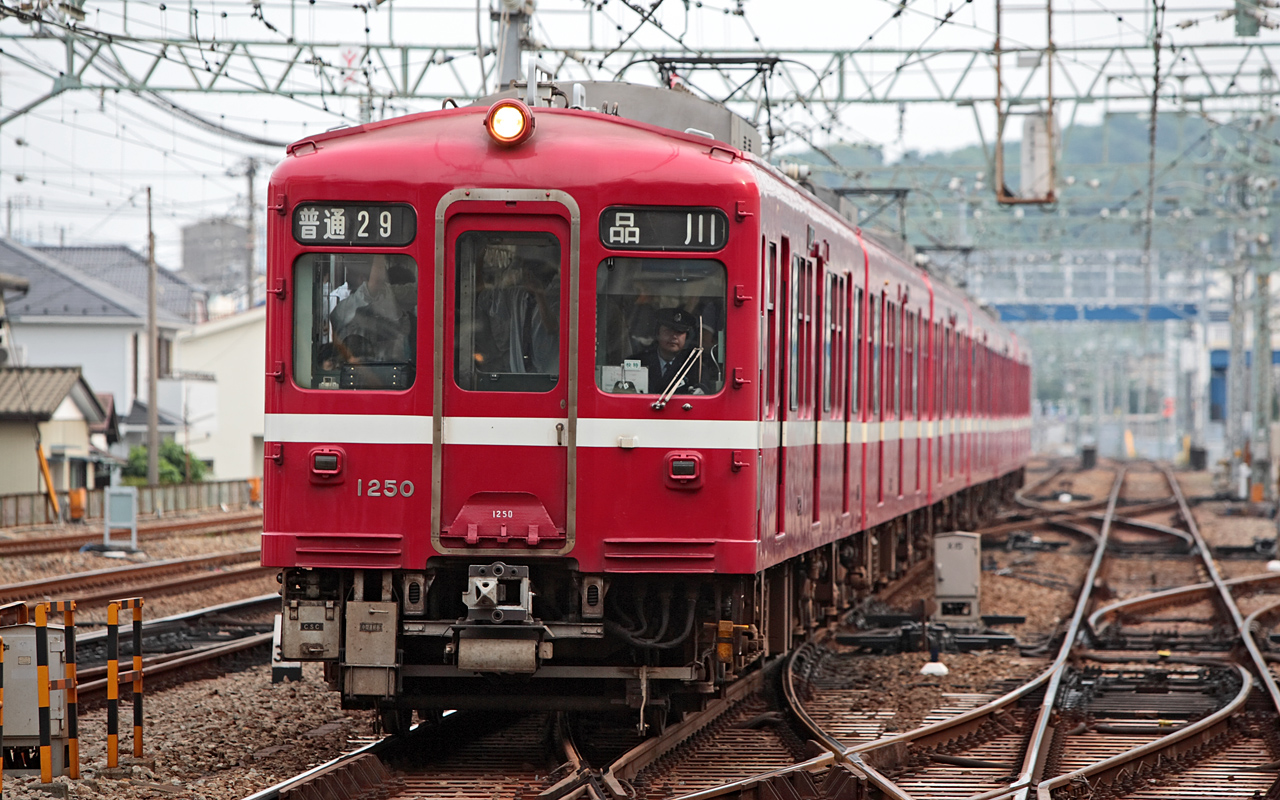
Baureihe 1000
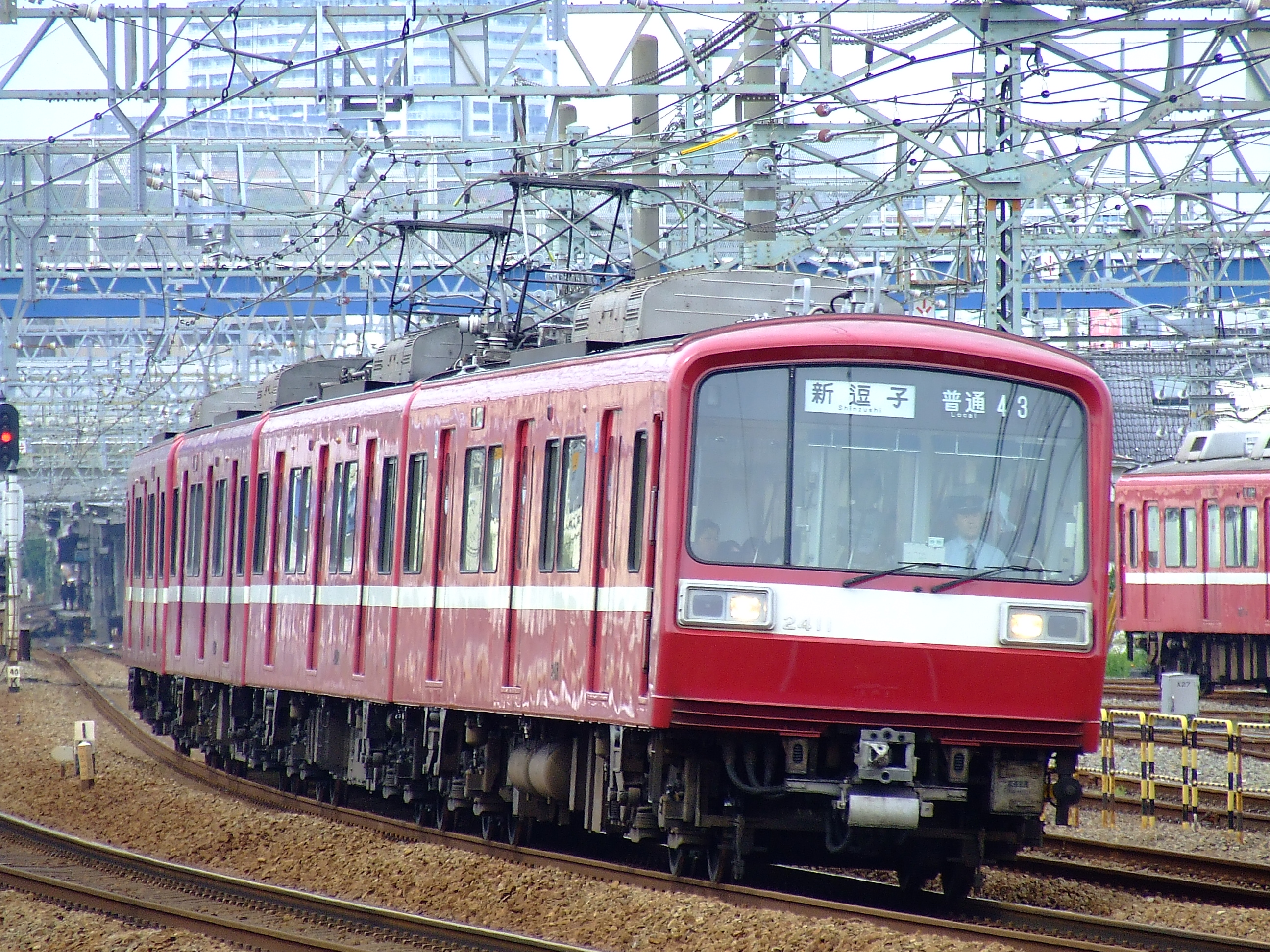
Baureihe 2000

## Logo
Das heute verwendete Unternehmenslogo wurde 2008 anlässlich des 110-jährigen Firmenjubiläums eingeführt. Es zeigt auf weißem Grund die Kurzbezeichnung „Keikyū“ in hellblauen lateinischen Großbuchstaben und darunter – zwischen zwei horizontalen Strichen – in schwarzen Kanji-Zeichen den Schriftzug 京急電鉄 („Keikyū Dentetsu“), was „elektrische Keikyū-Bahn“ bedeutet. Dieses Logo ist eine Weiterentwicklung von Vorgängerversionen aus den Jahren 1983 und 1998, bei denen der Keikyū-Schriftzug in weißer Farbe auf blauem Hintergrund erschien.
Zuvor verwendete das Unternehmen Abzeichen, die einem traditionellen Mon-Emblem nachempfunden waren. Das 1899 von der Daishi Denki Tetsudō eingeführte Abzeichen symbolisierte vier Daishi (Ehrentitel für einen hochrangigen buddhistischen Mönch), umgeben von drei unterbrochenen Kreisen. Nach der Umbenennung in Keihin Denki Tetsudō behielt das Unternehmen diese Symbolik fast fünf Jahrzehnte lang unverändert bei. Ein neues Abzeichen aus dem Jahr 1948 zeigte ein stilisiertes Flügelrad, wobei das K für die Keihin-Region, der Flügel für Geschwindigkeit und das Rad für die Eisenbahn standen. Da das Abzeichen mit der Zeit nicht mehr die Diversifikation des Unternehmens repräsentierte, wurde es 1964 ersetzt. Nun zeigte es das stilisierte Katakana-Zeichen ケ (für „ke“), das so platziert war, als würde es den umgebenden Kreis durchbrechen – als Symbol für die Kraft, die es braucht, um Schwierigkeiten zu überwinden.

## Unternehmensgruppe
Die Bahngesellschaft Keikyū ist der Kern der Keikyū Group, einer aus rund 50 Unternehmen bestehenden Holding. Diese sind in den Sparten Verkehr, Immobilien, Einzelhandel und Freizeitdienstleistungen tätig. Zu den wichtigsten Anteilseignern von Keikyū gehörten am 31. März 2021 folgende Unternehmen: The Master Trust Bank of Japan (6,31 %), Nihon Seimei Hoken (3,66 %), Custody Bank of Japan (3,09 %), Mizuho Bank (3,02 %), Bank of Yokohama (2,92 %), Sumitomo Mitsui Trust Bank (1,99 %), Seibu Tetsudō (1,95 %), Meiji Yasuda Seimei Hoken (1,82 %) und Mizuho Trust & Banking (1,71 %).

## Geschichte

### Von der Überlandstraßenbahn zur Vorortseisenbahn
Am Anfang der Entwicklung stand die am 25. August 1898 gegründete Bahngesellschaft Daishi Denki Tetsudō (大師電気鉄道), die ihren Sitz in Kyōbashi hatte, einem Stadtteil von Tokio. Ihr erster Präsident war der Unternehmer Yūjirō Tachikawa, Gründer einer Vorgängergesellschaft von Toshiba. Am 21. Januar 1899 ging die Strecke von Rokugōbashi nach Kawasaki-Daishi in Betrieb, die erste Japans in Normalspur (1435 mm). Ihr Hauptzweck war es, Pilger von der Tama-Brücke zum bedeutenden buddhistischen Tempel Heiken-ji zu befördern; beide Ziele liegen heute in der Stadt Kawasaki. Das Unternehmen war Teil des Yasuda-Zaibatsu und benannte sich bereits am 25. April desselben Jahres in Keihin Denki Tetsudō (京浜電気鉄道, „Elektrische Keihin-Eisenbahn“) um. Der Namensbestandteil Keihin leitet sich vom jeweils zweiten Kanji-Schriftzeichen von Tokio und Yokohama ab – die beiden Städte, die letztlich miteinander verbunden werden sollten. Die Eröffnung des ersten Abschnitts der späteren Keikyū-Hauptlinie erfolgte am 1. Februar 1901. Im August desselben Jahres begann das Unternehmen, die in seinem Wärmekraftwerk erzeugte überschüssige elektrische Energie zu verkaufen und förderte dadurch die Ansiedlung von Industriebetrieben. Ebenso stieg sie als erste Bahngesellschaft der Region Kantō in das lukrative Geschäft mit Grundstückserschließungen ein. Vor allem der Wirtschaftsboom in den Jahren des Ersten Weltkriegs führte zur Entstehung zahlreicher neuer Wohnviertel, deren Bewohner auf die Bahn angewiesen waren.
Die Strecken glichen zu Beginn eher Überlandstraßenbahnen. Als sich die Gelegenheit ergab, eine Durchbindung zur Straßenbahn Tokio einzurichten, beschloss das Unternehmen, seine eigenen Strecken auf die bei japanischen Straßenbahnen übliche „schottische Spur“ von 1372 mm umzuspuren; dies geschah am 1. März 1904. Der Übergang zum städtischen Straßenbahnnetz befand sich ab Mai desselben Jahres in Kitashinagawa. Ab Dezember 1905 bestand eine durchgehende Verbindung zwischen den damaligen Stadträndern von Tokio und Yokohama, ab Oktober 1909 auch eine Durchbindung zur städtischen Straßenbahn Yokohama. Im Januar 1921 begann die Keihin Denki Tetsudō auch Güterverkehr durchzuführen und im April 1923 verkaufte sie das Stromübertragungsgeschäft an die Gunma Denryoku (Vorgängerin von Tepco). Das Große Kantō-Erdbeben vom 1. September 1923 richtete Schäden am Streckennetz an, sodass der Betrieb zehn Tage lang vollständig ruhte.
Da die Vereinbarung zur Durchbindung von Zügen 1924 nicht erneuert worden war, verlegte die Keihin Denki Tetsudō ihre Tokioter Endstation ein Jahr später um einige hundert Meter nordwärts zur Haltestelle Takanawa, die sich auf dem Vorplatz gegenüber dem Haupteingang des Bahnhofs Shinagawa befand. Ebenfalls 1925 verkehrten erstmals Drehgestellwagen in Leichtbauweise, eine Premiere für Japan. Ab August 1927 betrieb das Unternehmen seine erste Buslinie. Zahlreiche lokale Busbetreiber versuchten daraufhin, die Bahn zu konkurrenzieren. Sie gerieten aber in finanzielle Schwierigkeiten und wurden durch die Keihin Denki Tetsudō übernommen, die dadurch vor allem um Kawasaki eine führende Stellung erlangte. 1929 erreichte die Keikyū-Hauptlinie den Bahnhof Yokohama, der ein Jahr zuvor an seinem heutigen Standort eröffnet worden war. Zwei Jahre später bot die Keihin Denki Tetsudō erstmals Schnellzüge an. 1933 gab sie die nördliche Endstation Takanawa wieder auf und verlegte sie in den Bahnhof Shinagawa. Die Ära als Überlandstraßenbahn endete im selben Jahr, als sämtliche Strecken wieder auf Normalspur (1435 mm) umgespurt wurden.

### Expansion südlich von Yokohama
Grund für die Umspurung war die immer enger werdende Zusammenarbeit mit der Bahngesellschaft Shōnan Denki Tetsudō. Diese Bahngesellschaft geht auf ein im Jahr 1917 gegründetes Komitee zurück, das eine Strecke von Yokohama zur Südspitze der Miura-Halbinsel errichten wollte. Das Einholen der erforderlichen Genehmigungen verzögerte sich jedoch mehrmals, zumal die geplante Streckenführung mehrmals geändert werden musste. Nur fünf Tage nach der formellen Gründung der Bahngesellschaft ereignete sich das Große Kantō-Erdbeben und das wirtschaftliche Umfeld verschlechterte sich zusehends. Yasuda Yasuyoshi, ein Großaktionär der Keihin Denki Tetsudō, rettete das Projekt, indem er eine enge Kooperation anregte. Nach der Unterzeichnung eines Kooperationsabkommens im Dezember 1925 stießen fünf Führungskräfte der Keihin Denki Tetsudō zum Management der Shōnan Denki Tetsudō. 1930 eröffnete sie die Strecke von Koganechō nach Uraga und den in Kanazawa-hakkei abzweigenden Streckenast nach Zushi. 1931 konnte die noch bestehende Lücke zwischen den Bahnhöfen Yokohama und Kogenechō geschlossen werden.
Beide Unternehmen führten in den 1930er Jahren gemeinsame Werbekampagnen durch. Deren Ziel war es, die landschaftliche Schönheit der Berge und Strände der Miura-Halbinsel hervorzuheben, um den touristischen Ausflugsverkehr anzukurbeln. Die Shōnan Denki Tetsudō übernahm ebenfalls mehrere lokale Busbetriebe, um noch mehr Fahrgäste zu den Bahnstrecken zu bringen. Von 1937 bis 1939 bot sie auch Dampfschifffahrten in der Bucht von Tokio an. Nach Ausbruch des Pazifikkriegs strebte die japanische Regierung danach, die Effizienz kleinerer privater Verkehrsunternehmen zu steigern. Zu diesem Zweck erließ sie 1938 das „Gesetz zur Koordination von Landverkehrsunternehmen“, was es ihr ermöglichte, insbesondere in den Ballungsräumen Fusionen zu größeren Einheiten anzuordnen. Auf dieser Grundlage ging die Shōnan Denki Tetsudō am 1. November 1941 vollständig in der Keihin Denki Tetsudō auf.

### Zusammenschluss zu Daitōkyū und Neugründung
Wenige Wochen nach der Fusion übernahm der Unternehmer Gotō Keita, der bereits mehrere Bahngesellschaften im Südwesten der Tokioter Metropolregion kontrollierte, die Geschäftsführung. Unter Ausnützung des Landverkehrsgesetzes von 1938 strebte er den Zusammenschluss dieser Unternehmen unter dem Dach der Tōkyū Dentetsu an. Dies gelang ihm schließlich am 1. Mai 1942, als die Keihin Denki Tetsudō zusammen mit der Odakyū Dentetsu und der Tōkyū Dentetsu im Daitōkyū-Konglomerat aufging. Dieses stand ebenfalls unter Gotōs Kontrolle und versuchte weiter zu expandieren, insbesondere durch die Übernahme von Busunternehmen. Am 31. Mai 1944 gelang auch die Übernahme der Bahngesellschaft Keiō Dentetsu, worauf das Konglomerat in seinem Einzugsgebiet beinahe eine Monopolstellung innehatte.
1942 wurde der erste Abschnitt der Keikyū Kurihama-Linie eröffnet, dessen Bau noch von der Shōnan Denki Tetsudō begonnen worden war. Ebenso erfuhr die Keikyū Daishi-Linie einen Ausbau, um die Erschließung kriegswichtiger Industrie- und Hafenanlagen voranzutreiben. Luftangriffe der United States Army Air Forces im Raum Tokio fügten ab März 1945 große Schäden am Streckennetz zu, sodass der Betrieb oft unterbrochen war. Ab September 1945 konzentrierte sich Daitōkyū darauf, die Zerstörungen allmählich zu beseitigen. Aufgrund sehr hoher Kosten und allgemeiner Materialknappheit geriet das Konglomerat in finanzielle Schieflage. An einer außerordentlichen Versammlung am 26. November 1947 beschlossen die Aktionäre, Daitōkyū durch Ausgründungen aufzulösen und die ursprünglichen Bahngesellschaften wiederauferstehen zu lassen. Am 1. Juni 1948 nahm die Keihin Denki Tetsudō ihre Geschäftstätigkeit unter dem neuen Namen Keihin Kyūkō Dentetsu (京浜急行電鉄) wieder auf, wobei sich allmählich die Kurzform Keikyū durchzusetzen begann.
Die Keikyū konzentrierte sich darauf, die Kapazität ihres Streckennetzes im Rahmen von Fünfjahresplänen markant auszubauen. Dazu gehörten neue Abstellanlagen, die Vereinheitlichung der Oberleitungsspannung auf 1500 V Gleichstrom (zuvor waren es teilweise 600 V gewesen), die Einführung neuer Züge, die Modernisierung der Signalanlagen, die Installation automatischer Schranken an Bahnübergängen, ein neues Bahnbetriebswerk und der Ausbau von Teilstrecken auf Doppelspur. Ebenso begann die Keikyū, das Busliniennetz auszubauen und den Tourismus auf der Miura-Halbinsel wieder zu fördern. Zu einem weiteren wichtigen Standbein des Unternehmens entwickelte sich ab 1952 das Immobiliengeschäft. Im Mai 1955 verkehrten erstmals Flughafenbusse zwischen Tokio und dem Flughafen Haneda.

### Streckennetzerweiterungen und neue Geschäftsfelder
1966 wurde die Keikyū Kurihama-Linie nach Miurakaigan verlängert, womit nun auch der südliche Teil der Miura-Halbinsel ans Bahnnetz angeschlossen war. Nach fünfjähriger Bauzeit erhielt die Keikyū-Hauptlinie 1968 einen Anschluss an die Tokioter U-Bahn, indem man die Strecke von Shinagawa nach Sengakuji verlängerte; dort werden seither Keikyū-Züge zur Asakusa-Linie durchgebunden. Von den ersten Planungen bis zur Verwirklichung dieser Innenstadtanbindung waren nicht weniger als 61 Jahre vergangen. 1971 stellte das Unternehmen eine langfristige Vision vor, die darauf abzielte, das Streckennetz konsequent ins Zentrum umfangreicher Stadtentwicklungsprojekten zu stellen und so die vertikale Integration der Keikyū-Unternehmensgruppe voranzutreiben. Eine Schlüsselrolle bei der städtebaulichen Umgestaltung des Shinagawa-Gebiets bildete das im selben Jahr eröffnete Hotel Pacific Tokyo.
Die Fertigstellung der Keikyū Kurihama-Linie zog sich wegen des stockenden Grunderwerbs in die Länge, weshalb sich die Bahngesellschaft 1970 dazu entschloss, die Strecke nicht wie vorgesehen bis zur Südspitze der Miura-Halbinsel zu verlängern, sondern nur bis zur Bucht von Aburatsubo (dort war zwei Jahre zuvor das Großaquarium Keikyū Aburatsubo Marine Park eröffnet worden). Doch auch dieser Plan konnte nicht wie vorgesehen umgesetzt wurden, sodass die Strecke 1975 letztlich nur bis zum – wie es damals schien – provisorischen Endbahnhof Misakiguchi reichte. Bis heute scheint die vollständige Umsetzung des jahrzehntealten Projekts ungewiss, nicht zuletzt aus Gründen der Rentabilität. Mitte der 1980er Jahre expandierte Keikyū in den stark wachsenden Fernbusverkehr und nahm 1989 in Shinagawa einen eigenen Busbahnhof in Betrieb. Nach vierjähriger Bauzeit öffnete 1996 im Bahnhof Kamiōoka das Keikyū Department Store seine Tore, mit einer Verkaufsfläche von 45.000 m² das damals drittgrößte Kaufhaus in der Präfektur Kanagawa. In den 1990er Jahren war die Keikyū-Gruppe federführend bei der Entwicklung des Yokosuka Research Park, eines Wissenschaftsparks bei Yokosuka.
Lange Zeit schöpfte die Keikyū-Flughafenlinie ihr großes Potenzial nicht aus, da sie zwar in der Nähe des Flughafens Haneda verlief, diesen aber nicht direkt erschloss. Außerdem war die konkurrierende Tōkyō Monorail deutlich attraktiver, da ihre Stationen näher an den Terminals lagen und keinen zusätzlichen Bustransfer erforderten. Wegen der in Bau befindlichen Flughafenerweiterung war absehbar, dass die Einschienenbahn allein nicht ausreichend sein würde, um den prognostizierten Anstieg der Fahrgastzahlen bewältigen zu können, weshalb die Regierung der Keikyū die Erlaubnis erteilte, ihre Strecke näher an die Terminals heranführen zu dürfen. Seit 1998 ist es möglich, den Flughafen von Tokio und Yokohama aus umsteigefrei zu erreichen. 2003 wurden sämtliche von der Bahngesellschaft betriebenen Buslinien an die neue Gesellschaft Keihin Kyūkō Bus ausgelagert. Durch verschiedene Übernahmen, Neugründungen und Kooperationen expandierte die Unternehmensgruppe in den Bereichen Immobilien, Einzelhandel und Freizeitdienstleistungen weiter. Elf Unternehmen der Keikyū Group, unter ihnen die Bahngesellschaft, bezogen im September 2019 einen gemeinsamen Hauptsitz in einem neu erbauten Hochhaus, das im Geschäftsviertel Minato Mirai 21 in Yokohama steht; im Erdgeschoss des 85 m hohen Gebäudes ist ein kleines Eisenbahnmuseum untergebracht.